# 互卷黄精
互卷黄精（学名：Polygonatum alternicirrhosum）为百合科黄精属的植物，是中国的特有植物。分布于中国大陆的四川等地，生长于海拔1,100米至3,000米的地区，常生于干旱山坡和林缘，目前尚未由人工引种栽培。

## 异名
- Polygonatum alternicirrhosum Hand.-Mazz. var. piliferum P. Y. Li